# Оскар Зарицький
Оскар Зарицький (англ. Oscar Zariski; 24 квітня 1899, Кобринь, Російська імперія (нині Білорусь) — 4 липня 1986, Бруклайн, Массачусетс, США) — американський математик єврейського походження.

## Життєпис
Батьки — Бецалель Зарицький і Хана Тенненбаум. Спочатку навчався в Київському університеті, в 1920, під час громадянської війни, емігрує в Італію, де стає учнем знаменитої італійської школи алгебраїчних геометрів — Кастельнуово, Енрікеса і Севери.
У 1927 на запрошення Лефшеця емігрує до США, де працює в університеті Джона Хопкінса і в Гарвардському університеті.
Основні роботи в області алгебри, особливо комутативної алгебри, яку він пов'язав з алгебраїчною геометрією і надав потрібну строгість висновків своїх вчителів-італійців (також необхідно відзначити важливий внесок у цьому напрямку  А. Вейля та ван дер Вардена).

## Книги
- Зарисский О., Самюэль П. Коммутативная алгебра. — Москва : ИЛ, 1963. — Т. 1. — 373 с.(рос.)
- Зарисский О., Самюэль П. Коммутативная алгебра. — Москва : ИЛ, 1963. — Т. 2. — 438 с.(рос.)